# Myrmarachne debilis
Myrmarachne debilis är en spindelart som först beskrevs av Tord Tamerlan Teodor Thorell 1892 [1890.  Myrmarachne debilis ingår i släktet Myrmarachne och familjen hoppspindlar. Inga underarter finns listade i Catalogue of Life.